# Distrito de Gmunden
Gmunden es un distrito del estado de Alta Austria (Austria).

## División administrativa

### Localidades con población (año 2018)
- Altmünster 9793
- Bad Goisern am Hallstättersee 7450
- Bad Ischl 14 133
- Ebensee am Traunsee 7717
- Gmunden 13 191
- Gosau 1792
- Grünau im Almtal 2064
- Gschwandt 2750
- Hallstatt 778
- Kirchham 2139
- Laakirchen 9861
- Obertraun 726
- Ohlsdorf 5209
- Pinsdorf 3849
- Roitham am Traunfall 2001
- Sankt Konrad 1115
- Scharnstein 4819
- St. Wolfgang im Salzkammergut 2770
- Traunkirchen 1624
- Vorchdorf 7475

El distrito de Gmunden se divide en 20 municipios de los cuales tres son ciudades y siete son ciudades-mercado.

### Ciudades
- Bad Ischl
- Gmunden
- Laakirchen

### Ciudades-mercado
- Altmünster
- Bad Goisern
- Ebensee
- Hallstatt
- Sankt Wolfgang im Salzkammergut
- Scharnstein
- Vorchdorf

### Municipios
- Gosau
- Grünau im Almtal
- Gschwandt
- Kirchham
- Obertraun
- Ohlsdorf
- Pinsdorf
- Roitham
- Sankt Konrad
- Traunkirchen